# Британський фонд орнітології
Британський фонд орнітології (англ. British Trust for Ornithology, BTO) — некомерційна організація, заснована в 1932 році та займається вивченням птахів Великої Британії.
BTO проводить дослідження птахів у Великій Британії, головним чином шляхом вивчення популяції та гніздування, а також через смуги, використовуючи для цього велику кількість волонтерів. Його дослідження «Спостереження за птахами в саду» дає змогу брати участь великій кількості орнітологів-любителів, щотижнево обраховуючи птахів, яких вони бачать у своїх садах.
BTO було створено під натхненням і розвитком дослідницької програми під назвою «Оксфордський перепис птахів», яка була започаткована в 1927 році. Першим донором був Макс Ніколсон, першим секретарем — Бернард Такер, а віце-президентом — Генрі Візербі. Організація отримала свою назву в травні 1933 року, а перша петиція про пожертви була опублікована в The Times 1 липня 1933 року.
У 1967 році BTO запустив «Атлас гніздових птахів у Великобританії та Ірландії» , результати якого були опубліковані в 1976 році. Результати Другого атласу птахів були опубліковані в 1993 році (The New Atlas).